# Kiss Angyal Ernő
Dr. Kiss Angyal Ernő (Csurgó, 1899. május 22.  – Budapest, 1968. november 9.) egy magyar zene- és dalszerző volt. A felnőtt élete legnagyobb részét Kaposváron és Budapesten töltő alkotó legismertebb műve az Ott, ahol zúg az a négy folyó című dal, de írt filmzenéket is. Polgári foglalkozását tekintve főszolgabíró és vármegyei másodfőjegyző volt.

## Élete
1899 májusában Engl Ernő József néven született Csurgón a helyi református gimnázium tanárának, Engl Guido Istvánnak és Kiss Juliannának gyermekeként. 1903-ban a család Angyalra magyarosította a nevét. Apja, aki jól hegedült és zongorázott, a fiút is már gyermekkorától tanította erre a két hangszerre. A fiú csurgói középiskolai évei alatt már kisebb darabokat is szerzett, majd 1918-ban érettségizett. Budapesten jogot végzett, utána pedig Nagyatádra helyezték gyakornoknak. Itt szolgabíróként is tevékenykedett, majd 1928-ban Kaposvárra került, ahol először főszolgabíró, majd 1940-től vármegyei másodfőjegyző volt, bár a politika kevéssé érdekelte. 1930-ban, amikor Kiss István örökbefogadta, felvette a Kiss családnevet is.
1937-ben a kaposvári cigányzenészek egyesülete díszelnöknek választotta meg. 1940-ben a Tokaji Aszú című operett előadásán ismert meg egy Nemes Török Rózsa nevű szubrettprimadonnát, akit a következő évben feleségül is vett, majd a következő években együtt írtak zeneszámokat, többek között filmzenéket is. Ebben az időszakban ők váltak a magyar rádióban legtöbbet szereplő szerzőkké. Az a zongora, amelyen az Ott, ahol zúg az a négy folyó című dalt szerezte, ma ismeretlen helyen, valószínűsíthetően Kaposváron található. Otthonukat a háború alatt feldúlták, ezért 1945-ben Budapestre költöztek, ahol 1948-ig dolgozhattak hivatalosan, de a kommunisták mellőzték őket, és csak 1957-ben kapták vissza működési engedélyüket. Közben Rózsahegyi Kálmánnal és Szalay Lászlóval együtt fiatal művészek tanításával foglalkoztak.
Később az V. kerületi művelődési házban zongorázott, ugyanott, ahol felesége is. 1968-ban halt meg, egy nappal közös dalestjük előtt.

## Művei

### Ismertebb nótái
- Balatoni nádas parton
- Cudar ez a világ
- Deresedik már a hajam
- Duna vízén reszketnek a csillagok
- Erre nézek, arra nézek
- Fodrozik a Tisza víze
- Irígyelnek, hogy én téged szeretlek
- Jaj, de szép kék szeme van magának
- Mikor én még a tavaszban álmodozva jártam
- Nem tagadtam sohasem
- Nincsen nagyobb boldogságom
- Ott, ahol zúg az a négy folyó
- Ráncos szárú a csizmám
- Somogyban van Nagyatád

### Operettjei
- Csak azért is (1927)
- Cigánygróf (1930–1931)

### Filmzenéi

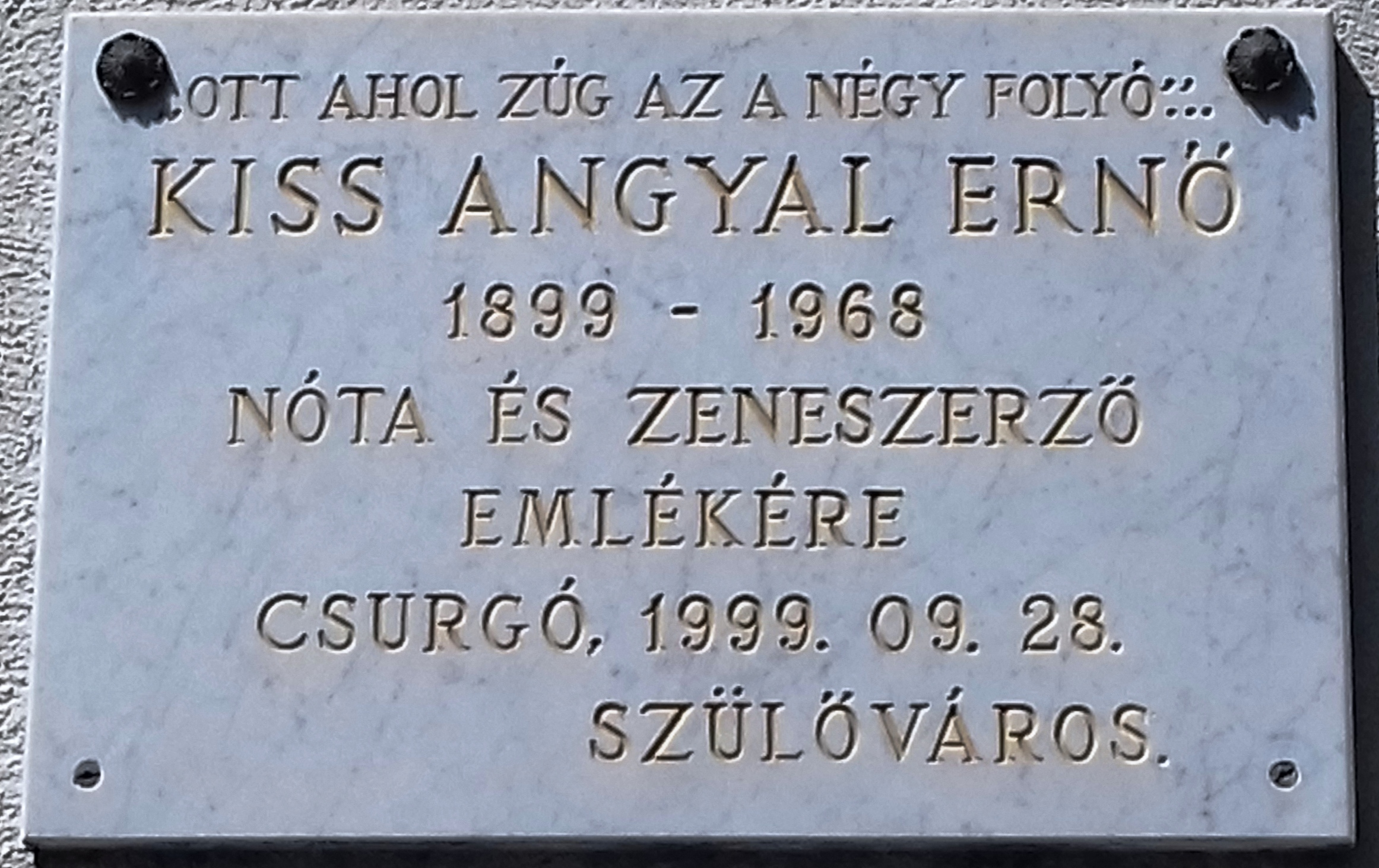
Emléktábla szülővárosában, Csurgón

- Nincsenek véletlenek (1938)
- Férjet keresek (1939–1940)
- Emléktábla szülővárosában, CsurgónJöjjön elsején! (1940)
- A szerelem nem szégyen (1940)
- A színház szerelmese (1944)

## Emlékezete

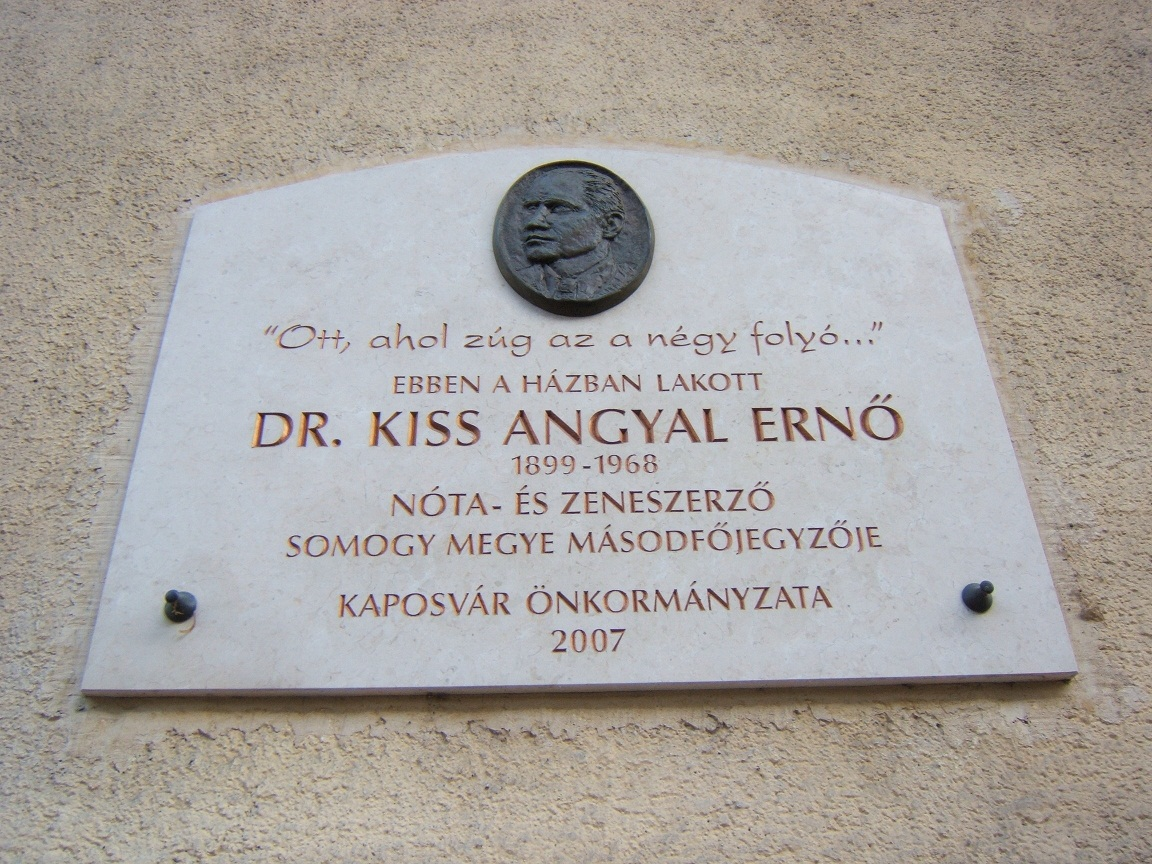
Kaposvári emléktáblája

1999-ben csurgói szülőházán, 2007-ben kaposvári, Bajcsy-Zsilinszky utca 5. alatti lakóházán emléktáblát avattak emlékére.